# Crispino e la comare
ossia Il medico e la morte
Représentations notables
- 17 novembre 1857, Londres, St James's Theatre
- 11 août 1871, Melbourne, Princess's Theatre
- 18 janvier 1919, New York, Metropolitan Opera Company
- juillet/août 2013, Martina Franca, Festival de la vallée d'Itria

Personnages
- Crispino Tacchetto, cordonnier (basse)
- Annetta, son épouse (soprano)
- Don Asdrubale di Caparotta, sicilien riche et avare, propriétaire de la maison de Crispino (basse)
- Lisetta, sa nièce (mezzo-soprano)
- La fée (commère), (mezzo-soprano)
- Fabrizio, médecin (baryton)
- Mirabolano, médecin et pharmacien (basse)
- Contino del Fiore, noble toscan (ténor)
- Bortolo, maçon (ténor)

Crispino e la comare ossia Il medico e la morte (Crispino et la fée) est un opéra-comique en quatre actes, musique des frères Luigi Ricci et Federico Ricci, livret de Francesco Maria Piave.

## Historique des représentations
L'opéra a été créé à Venise au Teatro San Benedetto le 28 février 1850.
L'œuvre a été très populaire durant le XIXe siècle, et a connu une faveur particulière de la part des compagnies italiennes faisant des tournées en Amérique, et plus généralement dans la région Asie-Pacifique.
La première à Londres a eu lieu le 17 novembre 1857 au St James's Theatre, à Calcutta en 1867 et en Australie le 11 août 1871 au Princess's Theatre, Melbourne.
Bien que rarement joué au XXe siècle, le Festival de la vallée d'Itria à Martina Franca, a donné l'opéra dans le cadre de son 39e festival en juillet/août 2013.  Le baryton-basse Domenico Colaianni a chanté Crispino, tandis que le rôle d'Annetta a été repris par Stefania Bonfadelli (it).

## Personnages
| Rôle                                              | Voix          | Distribution lors de la création le 28 février 1850 |
| ------------------------------------------------- | ------------- | --------------------------------------------------- |
| Crispino Tachetto, cordonnier                     | basse         | Carlo Cambiaggio                                    |
| Fabrizio, médecin                                 | baryton       | Luigi Rinaldini                                     |
| Mirabolino, médecin et pharmacien                 | basse         | Luigi Ciardi                                        |
| Contino del Fioro, noble toscan                   | ténor         | Giuseppe Pasi                                       |
| Don Astrubale di Caparotta, propriétaire sicilien | basse         | Angelo Guglielmini                                  |
| Bortolo, maçon                                    | ténor         |                                                     |
| Annetta, épouse de Crispino                       | soprano       | Giovannina Pecorini                                 |
| Lisetta                                           | mezzo-soprano | Paolina Prinetti                                    |
| La fée (la commère)                               | mezzo-soprano | Giovannina Bordoni                                  |

## Argument
L'action se situe à Venise, au XVIIe siècle.
Crispino est un pauvre cordonnier qui gagne sa vie péniblement de son travail et peine à joindre les deux bouts. Lui apparaît une  dame mystérieuse (la Fée, la commère) qui l'encourage à exercer la médecine, alors qu'il ne sait même pas lire. Crispino, avec l'aide de la magie de la Sorcière, réussit, et est capable de prédire la guérison de Bortolo et Lisetta, et la mort d'Asdrubale. Cependant, le succès lui monte à la tête, et il commence à maltraiter son épouse, Annetta. La Fée lui fait prendre conscience de ses erreurs et le menace de mort. Cristino se repent et se réconcilie avec Annetta.

## Discographie
- 1974 : opéra complet - Orchestre et chœur de la RAI, dirigés par Marco della Chiesa ; Mario Chiappi (Crispino), Emilia Raveglia (Annetta), Luisella Ciaffi-Ricagno, Gianfranco Pastine, Alessandro Corbelli e Angelo Nostri. MRF Records[5]
- 1994 : opéra complet - Orchestre symphonique de San Remo, dirigé par Paolo Carignani; Chœur "Francesco Cilea" de Reggio Calabria, Daniela Lojarro e Daniela Benori, soprani; Serena Lazzarini, mezzo-soprano; Enrico Cossutta, ténor ; Roberto Coviello, Antonio Marani et Marcello Siclari, barytons; Simone Alaimo, basse-baryton Riccardo Ristori, basse[6]